# Gérard de Juliers-Berg
Gérard de Juliers-Berg (° 1416 - † 19 août 1475), comte de Ravensberg puis duc de Juliers-Berg, fils de Guillaume de Berg-Ravensberg (en) et d'Adélaïde de Tecklembourg, fille de Nicolas II de Tecklembourg (en) et d'Anne-Élisabeth de Moers.
À la mort de son père en 1428, il devient comte de Ravensberg.
En 1423, le duc Renaud de Juliers meurt sans descendance légitime : son petit-neveu, Arnold d'Egmont, hérite du duché de Gueldre, transmissible par les femmes (il est le petit-fils de Jeanne, la sœur de Renaud), tandis que son cousin Adolphe de Berg hérite du duché de Juliers, régi par la loi salique. Mais Arnold convoite le prospère duché de Juliers et refuse de renoncer à ses droits. Il échoue plusieurs fois à le reprendre par la force à Adolphe et une trêve est finalement conclue entre les deux princes.
En 1437, Adolphe meurt à son tour sans héritiers et Gérard, fils de son frère cadet, hérite de son titre de duc de Juliers-Berg. La lutte pour le duché de Gueldre reprend alors de plus belle et en 1444, le jour de la Saint-Hubert, Gérard écrase Arnold à la bataille de Linnich. Gérard proclame alors l'Ordre de Saint-Hubert, aussi appelé Ordre du Cor ou Hubertusorden, destiné à récompenser ses chevaliers victorieux. Il est toutefois contraint de renoncer à ses prétentions au duché de Gueldre, qu'il vend au duché de Bourgogne, ne conservant pour lui que les villes de Blankenheim-Löwenberg et Heinsberg. Cet accord met fin à la longue guerre de succession entre les cousins.
Peu de temps après la naissance de son fils Guillaume en 1455, Gérard commence à montrer des signes de folie et à partir de 1461, sa femme, Sophie, devient régente.
Décédé en 1475, le duc est enterré dans la cathédrale d'Altenberg.

## Mariage et descendance
En 1444, Gérard épouse Sophie de Saxe-Lauenbourg (° 1428 – † 9 septembre 1473), fille du duc Bernard II de Saxe-Lauenbourg et d'Adélaïde de Poméranie. Ils eurent 4 enfants :
- Guillaume (1455–1511), qui lui succède comme duc de Juliers-Berg
- Adolphe (1458–1470)
- Gérard (mort jeune)
- Anne, mariée à Jean III, Comte de Moers et Sarrewerden